# ناگانت ام۱۸۹۵
ناگانت ام۱۸۹۵ (به انگلیسی: Nagant M1895) یک سلاح کمری، رولور ۷.۶۲ میلی متری روسی ساخت شرکت Fabrique d'armes Émile et Léon Nagant است که فشنگ‌های 7.62×38mmR را شلیک می‌کند.
در ایران بیشتر به نام نوغان یا ناغان شناخته شده است.